# アリソン 250

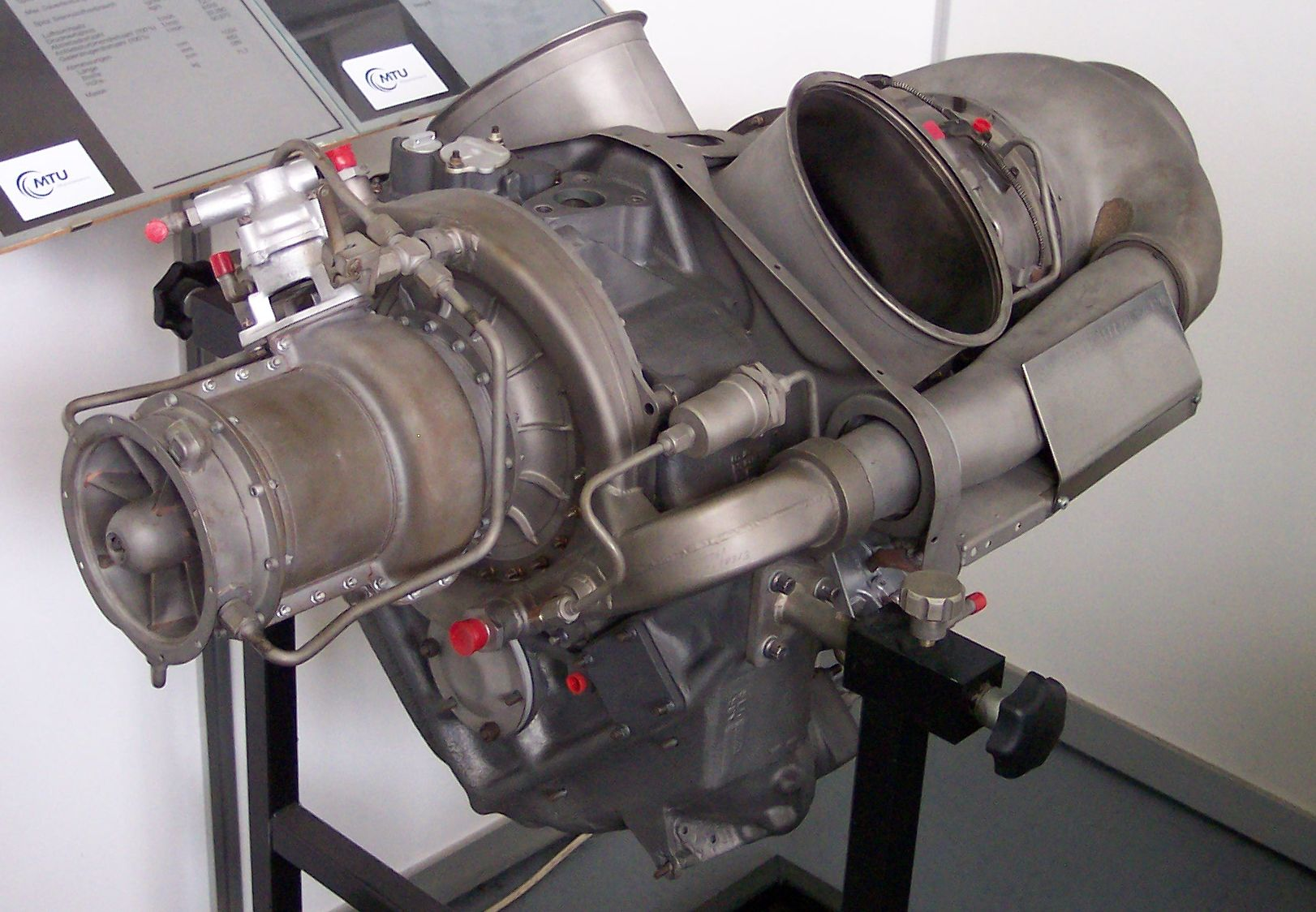
アリソン 250-C20B

アリソン モデル 250 (Allison Model 250) は、1960年代初期にアメリカ合衆国の航空エンジン製造会社であるアリソン・エンジン社によって開発され非常に成功を収めたターボシャフト/ターボプロップエンジンのシリーズであり、アメリカ軍指定ではT63と呼ばれている。
アリソン・エンジンは1995年にイギリスのロールス・ロイス・ホールディングスに買収され、同社の子会社となった。

## 特徴
Model 250は、ロールス・ロイス社によって製造されているエンジンの中では販売台数が最も多い。このエンジンは多数のヘリコプターと小型の固定翼機に使用されており、総生産数はおよそ30,000基、現在までの総運転時間は1億8000万時間に達する。これらのうちおよそ16,000基は現在も世界中で利用されている。
開発当初は317 SHPであった出力も、250-C40では715 SHPに達している。アリソンは、Model 250のために「トロンボーン」スタイルと呼ばれる構成のエンジン設計を採用した。
吸入空気は従来のエアインテークから軸流圧縮機と遠心式圧縮機を通り、180度方向を変えて燃焼室へ導かれる。

## 圧縮機(コンプレッサー)

### 250 C20B
コンプレッサー・ローター・アセンブリは軸流6段、遠心1段の軸流遠心結合型である。圧縮機(コンプレッサー)回転数(N1)が100 %の時には、50,970 rpmで回転している。この時には1秒間に40.9ft3（1.1 m3）の空気を吸入して、6.2:1に圧縮する。この圧縮された空気は燃焼とパワータービンの冷却のために供給され、この時の空気温度は、232 ℃に達する。
この高温高圧の圧縮空気は、燃料制御や、エンジンの防氷の他、機体側の要求に応じて暖房やパーティクルセパレーターの異物排出等にも使用する事ができる。この圧縮空気の取出しは遠心圧縮機後方のディフーザースクロールから行われる。
圧縮機五段目に設けられた抽気弁から空気を逃がすことにより、圧縮機の失速を防止し、加速特性を改善している。この抽気弁の開閉はディフーザースクロールからの抽気によってコントロールされており、エンジンの運転状態に応じて行われる。
このエンジンは最大で、420 SHPの出力（離陸出力強化型のB17F型で450 SHP）を取り出すことが可能である。しかし圧縮機を100 %で駆動させるには、約800 SHPもの出力が必要であり、実際には1200 SHP以上を発生していることになる。すなわち、発した出力から圧縮機駆動分の約800 SHPを引いた残りである420 - 450 SHPが利用できる出力となる。これは実用量産ターボプロップエンジンとしては最小クラスであるが、それでも航空機の操縦に不慣れな操縦訓練生にとっては強力すぎるために、自衛隊の初等練習機（T-7やT-5）のように、リミッターによりに出力を抑制して使用する例もある。

## 派生機種
ロールス・ロイスでは、240-300 SHPまで出力を抑えたRR300を小型ヘリコプター向けのエンジンとして販売している。またRR3300を大型化したRR500も開発している。

## 性能･主要諸元

### 250 C20B
- 形式:ターボシャフト
- 乾燥重量: 158 lb (72 kg)
- 圧縮機: 軸流6段、遠心1段 軸流遠心結合型
- 圧縮比: 7.2:1
- 最大出力: 420 SHP *SHP=軸出力
- 抽気: 圧縮機5段目
- 正規燃料: MIL-T-5624,JP-4,JP-5,ASTMD-1655,Jet A,A-1,B,JP-1またはDiesel No.1
- 代用燃料: 航空ガソリン1に対しジェット燃料2の混合燃料。*40 °F(4 ℃)以下で運転の場合

- 非常用燃料: 航空ガソリン MIL-G-5572 (TCP[注釈 2]、鉛混入の燃料は使用不可。)
  - エンジンオーバーホール期間毎に最大6時間、かつ安全条件内での使用に限る。

- 回転数
  - 圧縮機回転数 N1(100 %): 50,970 rpm
  - パワータービン回転数 N2(100 %): 33,290 rpm
  - 出力軸回転数(100 %): 6,016 rpm

- 温度
  - 圧縮機出口温度: 260 ℃
  - 燃焼室内温度: 1700 - 1800 ℃
  - タービン出口温度: 810 ℃(最大)

- 燃料消費率
  - 0.709 lb/Hr/SHP: タービン出口温度 650 ℃
  - 0.665 lb/Hr/SHP: タービン出口温度 690 ℃
  - 0.650 lb/Hr/SHP: タービン出口温度 738 ℃ / 巡航最大出力
  - 0.650 lb/Hr/SHP: タービン出口温度 779 ℃ / 連続最大出力
  - 0.650 lb/Hr/SHP: タービン出口温度 810 ℃ / 離陸出力

- 燃料流量
  - 70 lb/HR: グランドアイドル
  - 197 lb/Hr: タービン出口温度 650 ℃
  - 221 lb/Hr: タービン出口温度 690 ℃:
  - 240 lb/Hr: タービン出口温度 738 ℃ / 巡航最大出力
  - 273 lb/Hr: タービン出口温度 779 ℃ / 連続最大出力
  - 273 lb/Hr: タービン出口温度 810 ℃ / 離陸出力

- 出力
  - 35 SHP: グランドアイドル
  - 278 SHP: タービン出口温度 650 ℃
  - 333 SHP: タービン出口温度 690 ℃
  - 370 SHP: タービン出口温度 738 ℃ / 巡航最大出力
  - 400 SHP: タービン出口温度 779 ℃ / 連続最大出力
  - 420 SHP: タービン出口温度 810 ℃ / 離陸出力

- トルク
  - 323 ft/lbs: タービン出口温度 650 ℃
  - 323 ft/lbs: タービン出口温度 690 ℃
  - 323 ft/lbs: タービン出口温度 738 ℃ / 巡航最大出力
  - 384 ft/lbs: タービン出口温度 779 ℃ / 連続最大出力
  - 384 ft/lbs: タービン出口温度 810 ℃ / 離陸出力

- 排気ガス推力
  - 10 lbs/min: グランドアイドル
  - 32 lbs/min: タービン出口温度 650 ℃
  - 36 lbs/min: タービン出口温度 690 ℃
  - 38 lbs/min: タービン出口温度 738 ℃ / 巡航最大出力
  - 42 lbs/min: タービン出口温度 779 ℃ / 連続最大出力
  - 42 lbs/min: タービン出口温度 810 ℃ / 離陸出力

## 製品一覧
- 250-C18
- 250-C20
- 250-C20B
- 250-C20F
- 250-C20J
- 250-C20R
- 250-C20R-1
- 250-C20R-2
- 250-C20S
- 250-C20W
- 250-C28
- 250-C30
- 250-C30P
- 250-C40
- 250-C47
- 250-B17D
- 250-B17F/2

## 搭載機
- アエルマッキ SF-260TP
- アグスタ A109
- ベル 206B/L/LT
- ベル 407
- ベル 230
- ベル 430
- OH-58 カイオワ
- シカレ CH-14
- エンストロム 480
- ユーロコプター AS355F
- EA-500
- ヒューズ OH-6 カイユース
- MBB Bo 105
- MQ-8 ファイアスカウト

- MDヘリコプターズ MD 500
- MD ヘリコプターズ MD 600
- MD 500 ディフェンダー
- MH-6
- MTT タービン・スーパーバイク
- RFB ファントレーナー
- シュワイザー 330, 330SP, 333
- シコルスキー S-76
- 富士 T-5
- 富士 T-7
- VFW・フォッカー H-3
- Beechcraft Bonanza A36 Turboprop
- シャヘド 285